# ليس أندليس
ليس أندليس (بالفرنسية: Les Andelys)‏ بلدة و مركز بلدية تقع في إقيم أور في النورماندي في شمال فرنسا . تقع على نهر السين ، على بعد حوالى 35 كم (22 ميل) شمال شرق بلدة إفرو. تنقسم البلدية إلى جزئين، غراند-أندلي وبيتيت أندلي.ويبلغ عدد سكانها حوالي 8253 (إحصاء 2008).

## وصلات خارجية
- موقع المدينة الرسمي (بالفرنسية)